# Abdulla Shahid
Abdulla Shahid (in maldiviano ޢަބްދުﷲ ޝާހިދު‎; Malé, 26 maggio 1962) è un politico maldiviano, presidente dell'Assemblea generale delle Nazioni Unite tra il 2021 e il 2022.